# Lanestosa
Lanestosa es una localidad y municipio español situado en el extremo occidental de la comarca de Las Encartaciones, en la provincia de Vizcaya, comunidad autónoma del País Vasco. Limita con el municipio vizcaíno del Valle de Carranza y con los cántabros de Soba y Ramales de la Victoria.
El municipio nestosano es el más occidental de Vizcaya y de todo el País Vasco. La villa fue fundada el 6 de junio de 1287, lo que la convierte en una de las más antiguas en la provincia.
También es el municipio de menor extensión de toda Vizcaya, ocupando apenas 1,31 kilómetros cuadrados. Está situada en un estrecho valle dominado por pronunciadas pendientes de las cumbres de La Mortera y Peña del Moro y bañada por el río Calera, esta su territorio a una altitud media de 298 metros sobre el nivel del mar.

## Toponimia
Hasta mediados del siglo XIX el nombre de la población se escribía habitualmente como La Nestosa. Así figura por ejemplo mencionado en el libro Vergara de los Episodios Nacionales, u oficialmente en los censos de 1842 y 1860. En el censo de 1857 figura oficialmente como Nestosa. Con posterioridad se hizo más habitual la forma Lanestosa, y así ha llegado hasta nuestros días. El gentilicio de los habitantes de Lanestosa es nestosano/a.
Los filólogos creen que Lanestosa es un fitónimo (topónimo relacionado con la vegetación). El origen del topónimo habría que buscarlo en la palabra del latín vulgar genesta, que en castellano habría evolucionado para dar lugar a la palabra hiniesta o iniesta, que es un arbusto más conocido actualmente como retama. El significado etimológico del nombre sería la (villa o aldea) hiniestosa (la villa o aldea con abundante retama).
La evolución fonética del nombre habría sido esta: Genestosa (pronunciado yenestosa) -> Enestosa -> Nestosa; siempre con el artículo la por delante.
El origen románico del topónimo se explica porque en el extremo más occidental de Vizcaya (Las Encartaciones), el castellano ha sido el idioma común de la población desde tiempos muy antiguos, al contrario que en otras zonas de Vizcaya donde el idioma común era el euskera. Por ese mismo hecho la población carecía de un topónimo tradicional en lengua vasca.
En 1979, la Real Academia de la Lengua Vasca propuso como nombre en lengua vasca de la villa (además del propio nombre Lanestosa) Isasti, topónimo menor existente en otras partes del País Vasco y que tiene también el significado etimológico de retamal. Sin embargo, este nombre no ha tenido demasiada aceptación y eso unido a su carácter artificial, hizo que la propia Real Academia de la Lengua Vasca lo retirara en una posterior actualización del nomenclátor de localidades vizcaínas que se publicó en 2007. Lanestosa debe utilizarse también como nombre en lengua vasca de la villa.

## Historia
Las tierras en las que se alza la villa de Lanestosa pertenecían, según los escritores romanos, al pueblo cántabro. Tras la caída del Imperio romano permaneció independiente hasta la conquista visigoda. Tras la caída de éstos, pasa a ser parte del reino asturiano, siendo denominada esta región como Castella Vetula. No será hasta la Edad Media cuando comience el largo proceso que unió a Lanestosa al señorío de Vizcaya. Así, Lanestosa recibió el título de villa, en Burgos, el 6 de junio de 1287, de manos del Señor de Vizcaya, el conde Lope Díaz III de Haro, un privilegio que respondía al interés de reglamentar las vías naturales de penetración desde Castilla al mar, a través del puerto de Los Tornos. Cuando Don Lope otorga este título, pretende consolidar una población estable a la vera de un camino transitado desde muy antiguo y ajeno propiamente al Señorío: el que une las montañas de Burgos con el mar Cantábrico. Lanestosa desde entonces quedó agregada a Vizcaya en el último tercio del siglo XIII.

## Demografía
Lanestosa cuenta con una población de 246 habitantes (INE 2024).
| Gráfica de evolución demográfica de Lanestosa entre 1842 y 2021 |
| |
| Población de derecho según los censos de población del INE Población de hecho según los censos de población del INEEn estos censos se denominaba Nestosa, La: 1842 y 1860 En este censo se denominaba Nestosa: 1857 |

## Administración y política
En 2007 fue elegido alcalde Felipe Ranero Herrero, del Partido Nacionalista Vasco (PNV), que obtuvo 5 de los 7 concejales. Los otros dos miembros de la corporación fueron del Partido Socialista de Euskadi (PSE) y de Ezker Batua (EB).
En junio de 2011 fue elegido alcalde José Ángel Ranero Santisteban, el candidato de Bildu, que pese a ser la segunda fuerza (por detrás del PNV), recibió el apoyo de los concejales independientes del PSE. Los concejales del PSE procedían de EB y los de Bildu de su escisión Alternatiba, por lo que decidieron votar a sus antiguos compañeros.
| Partido político                                              | 2015  | 2015       | 2011  | 2011       | 2007  | 2007       | 2003  | 2003       | 1999  | 1999       | 1995  | 1995       |
| Partido político                                              | %     | Concejales | %     | Concejales | %     | Concejales | %     | Concejales | %     | Concejales | %     | Concejales |
| Euskal Herria Bildu (EH Bildu)-Bildu                          | 47,49 | 4          | 31,05 | 2          | —     | —          | —     | —          | —     | —          | —     | —          |
| Euzko Alderdi Jeltzalea-Partido Nacionalista Vasco (EAJ-PNV)  | 41,90 | 3          | 44,21 | 3          | 66,99 | 5          | 65,68 | 5          | 67,11 | 5          | 70,42 | 5          |
| Partido Socialista de Euskadi-Euskadiko Ezkerra (PSE-EE PSOE) | 8,94  | 0          | 23,16 | 2          | 14,35 | 1          | 1,69  | 0          | 8,33  | 0          | 23,94 | 2          |
| Partido Popular del País Vasco (PP)                           | 0,00  | 0          | 1,05  | 0          | 1,91  | 0          | 6,36  | 0          | 23,68 | 2          | 4,69  | 0          |
| Ezker Batua-Berdeak (EB-B)                                    | —     | —          | —     | —          | 13,88 | 1          | —     | —          | —     | —          | —     | —          |
| Eusko Alkartasuna (EA)                                        | —     | —          | —     | —          | —     | —          | 25,42 | 2          | 0,00  | 0          | 0,00  | 0          |

## Fiestas
Las dos fiestas más importantes se celebran el 5 de agosto (Nuestra Señora de las Nieves) y el 16 de agosto (San Roque).